# Tracy Harris Patterson
Tracy Harris Patterson (* 26. Dezember 1964 in Grady, Alabama, USA als Tracy Harris) ist ein ehemaliger US-amerikanischer Profiboxer. Von Juni 1992 bis August 1994 war er WBC-Weltmeister im Superbantamgewicht und von Juli bis Dezember 1995 IBF-Weltmeister im Superfedergewicht. 2014 wurde er in die New York State Boxing Hall of Fame und 2021 in die Alabama Boxing Hall of Fame aufgenommen.

## Persönliches
Tracy Harris wurde in Alabama geboren und zog nach der Trennung seiner Eltern mit seiner Mutter nach New York. Dort begann er sich im Alter von elf Jahren für den Boxsport zu interessieren und begann im Huguenot Boys Club in New Paltz (Ulster County) zu trainieren. Der Boxclub wurde vom ehemaligen Schwergewichtsweltmeister Floyd Patterson geführt. Als Harris 15 Jahre alt geworden war, zog seine Mutter zurück in den Süden. Durch die Fürsprache von Floyd Patterson konnte Harris in New York bleiben, Patterson wurde Harris’ gesetzlicher Vormund. Harris änderte seinen Namen daraufhin in Tracy Harris Patterson.
Patterson ist verheiratet und Vater von fünf Kindern. Nach seiner aktiven Karriere arbeitete er für die Strafverfolgungsbehörden und betätigte sich nebenbei als Boxtrainer.

## Amateurkarriere
Patterson gewann als Amateur 97 von 108 Kämpfen und ist Gewinner der Meisterschaften von New York 1984 und 1985.

## Profikarriere
Seine Profikarriere dauerte von Juni 1985 bis September 2001. Bis zu seiner ersten WM-Chance 1992 bestritt er 46 Kämpfe, von denen er 44 gewann, darunter 33 vorzeitig. Er hatte jeweils nach Punkten gegen Jeff Franklin und den ehemaligen WBA-Weltmeister Steve Cruz verloren, jedoch unter anderem den ehemaligen WBO-Weltmeister Kenny Mitchell und den ehemaligen zweifachen WM-Herausforderer Angel Mayor besiegt.
Am 23. Juni 1992 besiegte er im Superbantamgewicht den französischen WBC-Titelträger Thierry Jacob durch TKO in der zweiten Runde, nachdem er diesen zuvor zweimal am Boden hatte. Jacob hatte den Titel im März 1992 durch einen Sieg gegen Daniel Zaragoza gewonnen und bestritt gegen Patterson seine erste Titelverteidigung. Patterson verteidigte den Titel im Anschluss durch ein Unentschieden gegen Daniel Zaragoza, sowie durch einen einstimmigen Sieg gegen Jesse Benavides. Einen Rückkampf gegen Zaragoza gewann er durch TKO in der siebenten Runde.
Nachdem er seinen Titel noch gegen Richard Duran verteidigt hatte, welcher bereits im April 1993 WM-Herausforderer von Kennedy McKinney gewesen war, verlor er den WBC-Gürtel am 26. August 1994 durch eine Split Decision nach Punkten an Héctor Sánchez.
Den IBF-Titel im Superfedergewicht gewann er am 9. Juli 1995 ebenfalls durch TKO in der zweiten Runde gegen Eddie Hopson und erzielte im Kampfverlauf vier Niederschläge. Den Gürtel verlor er diesmal in der ersten Verteidigung am 15. Dezember 1995 durch eine einstimmige Punktniederlage an Arturo Gatti.
Im April 1996 bezwang er den zweifachen WM-Herausforderer Harold Warren und bestritt am 22. Februar 1997 einen Rückkampf gegen Gatti, den er erneut einstimmig verlor. Im September 1997 gelang ihm noch ein Sieg gegen Rudy Zavala, ein ehemaliger WM-Herausforderer von Kennedy McKinney.
1998 verlor er aufgrund einer Augenverletzung gegen Gregorio Vargas, was die einzige vorzeitige Niederlage seiner Karriere blieb. 1999 unterlag er zudem durch Mehrheitsentscheidung der Punktrichter gegen Junior Jones und 2000 durch einstimmige Entscheidung gegen Scott Harrison.
Bei seinem letzten Kampf am 19. September 2001 erreichte er ein Unentschieden.